# Рождественская песнь (Доктор Кто)
«Рождественская песнь» — нулевая серия шестого сезона британского научно-фантастического телесериалa «Доктор Кто», рождественский спецвыпуск.
Серия была выпущена на Рождество — 25 декабря 2010 года.
Это шестой рождественский спецвыпуск с момента возрождения сериала в 2005 году и первая серия, вышедшая одновременно и в США, и в Великобритании на BBC One и BBC America. 26 декабря 2010 года серия была показана в Австралии и в Канаде.
Серия стала актёрским дебютом уэльской певицы Кэтрин Дженкинс (Абигейл), а Артур Дарвилл (Рори Уильямс) впервые был указан в начальных титрах как спутник Доктора.

## Сюжет
Эми Понд и Рори Уильямс во время медового месяца летят на космическом корабле, который начинает падать на незнакомую планету, и у Доктора есть всего лишь час, чтобы спасти их. Доктор спускается на планету и встречает Казрана, имеющего возможность управлять небом. Однако Казран отказывается помочь кораблю совершить аварийную посадку. Тогда Доктор решает вмешаться в его прошлое, чтобы сделать его добрее.
Доктор переносится в прошлое Казрана, когда тот — ещё мальчик, мечтающий увидеть рыб, плавающих в тумане. Доктор пытается показать ему рыбку, но на него нападает огромная акула и проглатывает звуковую отвёртку. Однако вне тумана, позволяющего ей летать, она начинает умирать, и Доктор извлекает из неё половину отвёртки. Вместе с мальчиком он решает спасти рыбу, вернув её на небо. Они спускаются в подвал дома Казрана, где содержатся контейнеры с замороженными людьми, но акула приходит в себя и нападает на них снова. Её усмиряет пением девушка Абигейл, случайно размороженная Казраном. Втроем они на ТАРДИС выпускают акулу, отправляются в разные интересные места, но затем Абигейл снова отправляется в заморозку. Доктор и Казран выпускают её каждый сочельник. На её контейнере стоит счётчик, и с каждым разом число становится меньше. В последний раз она рассказывает Казрану нечто, после чего он решает расстаться с Доктором и больше не приходить к Абигейл. Доктор оставляет ему на память половину отвёртки. Но эти радостные воспоминания не меняют характер старого Казрана, он остаётся жестоким.
Тогда Доктор всё рассказывает Эми, и она в виде голограммы является Казрану. Эми пытается переубедить его и заставить помочь людям на борту корабля. Но тот говорит ей, что ему всё равно. Доктор изменил его жизнь и заставил познакомиться с Абигейл, но это не сделало его лучше. До помещения в заморозку Абигейл была смертельно больна, и числа на контейнере — количество дней, которые ей оставалось прожить. После их последней встречи остался один день, и Казран долгие годы не выпускал Абигейл, продлевая её жизнь. Эми показывает Казрану людей на корабле, но и это не помогает.
Тогда Доктор решает показать будущее. Он переносит маленького Казрана к старому и показывает, каким он, возможно, станет через много лет. Когда старый Казран замечает мальчика, он пытается ударить его, но не может. Вспомнив все прекрасные моменты с Доктором и Абигейл, он меняется в лучшую сторону. В последний раз он размораживает девушку, и она поёт, чтобы успокоить небо и организовать аварийную посадку для корабля.

## Производство
Автор сценария Стивен Моффат сказал о серии: «Это все ваши любимые рождественские фильмы сразу, в один час, с монстрами, и с Доктором, и с медовым месяцем».
Производство началось 12 июля 2010 года и проходило до августа 2010 года.